# Sylvain Charlet
Pour les articles homonymes, voir Charlet.
Pas d'image ? Cliquez ici

a Compétitions nationales et continentales officielles uniquement.

Dernière mise à jour le 1 juillet 2020.
Sylvain Charlet, né le 22 août 1985 à Marseille,  est un joueur français de rugby à XV évoluant au poste de pilier. Il se reconvertit ensuite en tant qu'entraîneur.

## Biographie
Il commence le rugby à l'âge de sept ans aux CS Cadeneaux de Marseille[réf. nécessaire]. En 2000, à l'âge de 15 ans, il part au sport étude de Toulouse (Jolimont), où il signe en parallèle un contrat de deux ans avec le Stade toulousain[réf. nécessaire].
Il est recruté par le centre de formation de Castres à l'âge de 16 ans, il y reste quatre ans, avant de signer un contrat espoir-professionnel de deux ans avec le SC Albi en 2004 et effectue ses premiers matchs professionnels en Top 14 avec le club albigeois en 2007.
En 2008, il signe son premier contrat professionnel dans le club de l'US bressane.
En 2009, il est repéré par le CS Bourgoin-Jallieu avec qui il signe un contrat professionnel de deux ans.
Il porte ensuite pendant un an les couleurs de l'US Dax avant de rejoindre en 2012, la Section paloise où il signe un contrat pour deux saisons.
Il retrouve le Top 14 à l'issue de la saison 2014-2015.
Alors qu'il a pris sa retraite de joueur, Charlet se reconvertit en tant qu'entraîneur. Il est ainsi nommé pour prendre en charge les avants du RCS Rumilly en Fédérale 1. Entre-temps, il a connu de premières expériences en parallèle de son activité de joueur, auprès des espoirs de la Section paloise ainsi que l'équipe féminine de l'USA Perpignan.

## Palmarès
- Championnat de France de rugby à XV de 2e division :
  - Finaliste : 2013 et 2015 avec la Section paloise.
  - Demi-finaliste : 2012 avec l'US Dax, puis 2014 avec la Section paloise.